# Engelbert Aigner
Engelbert Aigner (* 3. Februar 1798 in Wien; † 27. August 1866 in Wien)  war ein österreichischer Komponist.

## Leben
Aigner war Schüler des Abts Stadler. Von 1835 bis 1837 war er Ballettdirigent der Wiener Hofoper. Später übernahm er die Eisenhandlung seines Vaters und starb als Hausbesitzer und Privatier. Er war Mitglied des Vereins zur Beförderung und Verbreitung echter Kirchenmusik.

## Werke (Auswahl)
Aigner wurde besonders als Kirchenkomponist geschätzt. Er schrieb Messen, davon eine vierstimmige kanonische Messe a cappella, ein Requiem und Motetten. Neben der Kirchenmusik schrieb er auch Opern, Singspiele, Operetten, Vokalmusik. Ballette und Kantaten.
- Die Wunderlilie, Oper, 1827
- Der Angriffsplan, Oper in einem Akt, Text: J v. Hoffmann RISM ID: 452002119
- Eine Nacht in Madrid oder: Das geheime Fenster, komische Operette in einem Akt RISM ID: 600102024
- Henriette oder das Hochzeits-Conzert, Oper in einem Akt RISM ID: 600102019
- Das Stelldichein, ländliches Ballett in zwei Tableaux, Diabelli, Wien, 1837 OCLC 633258940 (Digitalisat des Münchener Digitalisierungszentrum der Bayerischen Staatsbibliothek)
- O salutaris hostia Offertorium in E-Dur Sopran und Violoncello Solo, zwei Violinen, Viola, zwei Oboen, zwei Hörner ad libitum und Basso op. 4 RISM ID: 601000150 OCLC 1085240771
- Kirchtag-Messe RISM ID: 601000801
- Lob der Tonkunst, Kantate in zwei Abteilungen RISM ID: 600101992
- Choralmesse A-Dur RISM ID: 300300000
- Libera me Domine in Musick gesetzt für 4 Singstimmen und Orgel RISM ID: 601000837
- Missa in Es a quattro voci RISM ID: 605009601
- Missa 4 vocum tota in canone RISM ID: 165531776 (Digitalisat beim IMSLP)
- Tantum ergo et genitori für 4 Singstimen, zwey Oboen zwey Waldhörner und zwey Fagotte RISM ID: 601000848
- Tantum ergo a 4 Voci ed Organo. OCLC 601000845
- Tantum ergo in C-Dur OCLC 601000849
- Requiem in c-Moll für Chor, Orchester und Orgel RISM ID: 601000828
- Requiem d- moll RISM ID: 601000829
- Vias tuas Domine in D-Dur für Bass, Chor und Orchester RISM ID: 600501556
- Ave Maria gratia plena für 4 Singstimmen, zwei Violinen, Viola, Oboe Solo oder Clarinetto, Oboe secondo und eine Flöte ad libit[um], zwei Hörner, zwei Trompeten, Pauken, Violoncello, Kontrabass und Orgel RISM ID: 1001196298
- Präludium in C-Dur für Orgel RISM ID: 400104645
- Lied zur Seefahrt, Incipit: Schau 'nüber was flattert zu Kronstadt im Sund so bunt für Männerchor RISM ID: 400104645
- Quartett für vier Flöten, 5. Juni 1822 RISM ID: 600091002 OCLC 1053320226[5]
- Quartett für vier Flöten Nr. 2 Es-Dur RISM ID: 600091003 OCLC 290440679
- Vier Musikstücke für Orgel OCLC 930797013 (Digitalisat der Digitalisierten Sammlungen der Staatsbibliothek zu Berlin)